# Ада-Сафари
Ада-Сафари (серб. Ада Сафари) — природное озеро на полуострове Ада-Циганлия между реками Сава и Чукарским заливом в 5 километрах от центра Белграда. Озеро имеет форму латинской буквы S, его площадь составляет около 6 гектаров, а средняя глубина — около 2 метров. Часто оно используется для спортивной рыбалки. Озеро окружено густым лесом.

## История
До образования Савского озера, в той части Ады-Циганлии, где сегодня находится Ада-Сафари, была естественная депрессия, где находилось болото, которое наполнялось во время весенних паводков. Жители Чукарицы тогда назвали его Савска бара. В конце 70-х и начале 80-х годов прошлого века, болото высохло полностью и на его месте создали развлекательный парк, который вскоре оказался убыточным и был закрыт. После этого местность снова превратилась в болото, заросшее тростником, рогозом и кустарником.
В начале 90-х по частной инициативе началась новая очистка реки Сава, а в 1994 году очищенное озеро стало называться Ада-Сафари.

## Инфраструктура
Ада-Сафари окружено густым лесом. Вокруг большей части озера проложена пешеходная дорожка, которой можно пользоваться круглый год. В непосредственной близости находится детский театр-площадка «Остров Робинзона», который особенно активен в летние месяцы.
На берегу озера в 2004 году был открыт ресторан с традиционным интерьером, едой, напитками и этно-музыкой.

## Фауна
Помимо домашних уток и гусей, озеро является постоянным местом обитания различных видов диких птиц, наиболее важной из которых является дикая утка-кряква, а также регулярно встречающиеся серые цапли, малые бакланы и зимородки. На деревьях и кустах вокруг озера живут серая ворона, зеленый дятел, большой дятел, вяхирь, большая синица, лазоревка, поползень, соловей, славка, сорока, сойка, иволга, зяблики и другие птицы.
Во время миграции были замечены лесная теньковка, обыкновенная теньковка, серая мухоловка.

## Ловля рыбы
Озеро зарыблено. Оно разделено проволочной сетью на две части, одна из которых занимает площадь около 3,2 гектара, имеет ухоженный берег и 30 пронумерованных мест для рыбалки. Озеро в основном богато карпом. Встречаются линь и карась. Рыбалка возможна только со специальным разрешением по предварительной брони. Ловля рыбы на этом озере проводится по строгим правилам, чтобы сохранить популяцию. Каждую рыбу возвращают в воду, при этом можно купить особей до 5 килограммов. Это первое озеро в Сербии, где было введено правило «поймал и отпустил».
На Аде Сафари в 2007 году был основан клуб рыбаков, который с каждым годом набирает все большее количество участников.